# Валлерштейн, Антон
Антон Валлерштейн (нем. Anton Wallerstein; 1813—1892) — немецкий композитор, скрипач, пианист и музыкальный педагог.

## Биография
Антон Валлерштейн родился 28 сентября 1813 года в городе Дрездене. Уже в раннем возрасте Валлерштейн выступал в качестве виртуоза-скрипача и в 1829 году он стал членом Дрезденской придворной капеллы.
На своих концертах А. Валлерштейн имел всегда большой успех благодаря блестящей технике и красивому тону. В 1832 году он перешел в Ганноверскую придворную капеллу, где оставался до 1841 года, в то же время занимаясь частной музыкально-педагогической деятельностью.
В 1858 году музыкант вернулся в родной город и почти всецело посвятил себя преподаванию музыки. Валлерштейн написал около 300 номеров легкой музыки (танцы), a также несколько романсов и вариаций для скрипки с оркестром. Его произведения были популярны не только на родине Валлерштейна, но и имели успех в Англии и во Франции.
Антон Валлерштейн умер 26 марта 1892 года в городе Женеве.